# Göteborgs revir
Göteborgs revir var ett skogsförvaltningsområde inom Södra överjägmästardistriktet, Hallands samt Göteborgs och Bohus län, omfattade av det förra länet Fjäre, Viske, Himle och Faurås härad liksom av Årstads härad Krogsereds och Drängsereds socknar samt av det senare länet Orusts östra och Västra, Tjörns, Inlands Nordre och Södre, Västra och Östra Hisings, Sävedals och Askims härader samt av Inlands Torpe härad större delen av Västerlanda socken. Reviret, som var indelat i fyra bevakningstrakter, omfattade 15 902 hektar allmänna skogar (1920), varav tio kronoparker med en areal av 6 142 hektar.